# Abdoulaye Sanogo
Abdoulaye Sanogo (Sikasso, 14 oktober 1996) is een Malinees voetballer. 
Sanogo werkte zijn jeugdopleiding af in de Senegalese afdeling van de Qatarese Aspire Academy. In januari 2015 tekende hij een contract bij het Belgische KAS Eupen, waar hij op 31 januari 2015 zijn debuut maakte toen hij in de 65ste minuut mocht invallen in een wedstrijd tegen KFC Dessel Sport. 

## Clubstatistieken
| Seizoen | Club      | Competitie    | Competitie | Competitie | Beker | Beker | Internationaal | Internationaal | Totaal | Totaal |
| Seizoen | Club      | Competitie    | Wed.       | Dlp.       | Wed.  | Dlp.  | Wed.           | Dlp.           | Wed.   | Dlp.   |
| ------- | --------- | ------------- | ---------- | ---------- | ----- | ----- | -------------- | -------------- | ------ | ------ |
| 2014/15 | KAS Eupen | Tweede klasse | 8          | 0          | 0     | 0     | —              | —              | 8      | 0      |
| Totaal  | Totaal    | Totaal        | 8          | 0          | 0     | 0     | 0              | 0              | 8      | 0      |

Bijgewerkt op 24 juni 2015.